# Избори за председника Аустрије 1963.
Избори за председника Аустрије 1963. су одржани 28. априла 1963. То су били трећи избори за председника у историји Аустрије. За изборе се кандидовало троје кандидата: Адолф Шерф из -а, Јулијус Раб из -а и Јозеф Кимел из -а. Победио је Адолф Шерф који је већ у првом кругу освојио апсолутну већину гласова са 55,4%.

## Изборни резултати
Резултати председничких избора у Аустрији 1963.
| Укупно важећих гласова                                    | Укупно важећих гласова | 4.464.120 | 100 |
| Неважећих гласова                                         | Неважећих гласова      | 190.537   | 4,1 |
| Извор: Резултати председничких избора у Аустрији од 1951. |                        |           |     |

- Од 4.869.603 регистрованих гласача на изборе је изашло 95,59%

## Последице избора
Шерф је по други пут узастопно победио на председничким изборима. Остао је на овој позицији до своје смрти 28. фебруара 1965. Због лоших резултата на овим изборима дотадашњи председник Аустријске народне странке Алфонс Горбач је смењен и на његово место је доведен Јозеф Клаус.